# スペッツル・ブルワリー
スペッツル・ブルワリー（Spoetzl Brewery）は、アメリカ合衆国テキサス州シャイナーに位置するブルワリー。当初はシャイナー・ブルーイング・アソシエーション（Shiner Brewing Association）という名であった。現在全米に流通する主力商品であるダーク・ラガーのシャイナー・ボックを含むシャイナー・ビアの多様なラインナップを製造している。カリフォルニア州バークレーにあるトゥルマー・ブルワリーを所有する、テキサス州サンアントニオにある家族経営のギャンブリナス・カンパニーが所有している。

## 歴史
1909年にテキサス州中部にあるシャイナーという街の周辺に移住してきたドイツおよびチェコからの移民たちによりシャイナー・ブルーイング・アソシエーション(SBA)として開業した。母国で馴染みのある種類のビールを見つけることができず、自分たちで醸造することを決めた。テキサス州最古の独立ブルワリーであり、全米でも最古の独立ブルワリーの1つである。醸造所の初代監督としてテキサス州ガルベストンのハーマン・ワイズが任命された。当初はドイツの四旬節の伝統(Lentenbock)により春のみ入手可能であった。ボック・ビールはバイエルン人の修道士により断食の間の栄養補給として醸造および摂取されていた長い歴史がある。
地元で評判となり、熟練した醸造監督を探し始めた。かつて兵士で母国ドイツで醸造を学んだバイエルン州生まれのコスモス・スペッツルが見いだされた。スペッツルを迎える契約には社の所有の可能性も含まれていた。1914年、オズワルド・ペツォルトと共に1915年の買収の権利を付加して共同で借り受け、自身の名であるスペッツルを冠したが、商品はシャイナー・ビアと呼ばれ続けた。スペッツルは醸造監督養成学校に通学し、3年間ドイツで実習し、エジプトのカイロのピラミッド・ブルワリーで8年間勤務し、その後カナダで働いた。自身の健康のためにより良い気候の場所を探し、代々伝わる大麦麦芽およびホップで製造されたバイエルン・ビールのレシピを携えサンアントニオに移住した。
禁酒法の間、スペッツルは氷の販売やニア・ビールの製造で醸造所をなんとか存続させた。禁酒法の影響で州内に13箇所あった醸造所のうち5箇所のみが残った。その後も小規模でシンプルに操業を続け、業務を100マイル (160 km)以上移動させることはなかった。
1970年代および1980年代、シャイナー・プレミアム・ビアおよびシャイナー・ボックは州内のビール市場の1%に満たなかった。1983年、60,000米ビール・バレル (7,000 m3)のビールが製造されたが、1990年、36,000米ビール・バレル (4,200 m3)のみが製造された。1989年にサンアントニオのカルロス・アルヴァレスが買収してから売上が上昇した。1994年には100,000米ビール・バレル (12,000 m3)に上昇し、次の10年以上をかけて3倍近くに上昇した。現在従業員は120名となっている。2012年現在、全米で4番目に大きいクラフトビール醸造所となった。

## 製品
1987年、アリゾナ州立大学運動部サン・デビルズのファンに向けてデビル・ビアが製造された。1980年代終盤、コロラド州のボルダー・ブルワリーにボルダー・スポーツの販売を認可した。現在、通年9種類のビールと季節限定の4種類のビールを製造している。

### 通年
- Shiner Bruja's Brew –  2022年、テックス・ヘックス・シリーズとしてアマリロ・ホップスとカクタス・ウォーターで醸造されたIPA。
- Shiner 1909 – 2021年の112周年を記念し、1909年の原料から着想を得た禁酒法以前のラガー。
- Shiner Bock – 1913年、創業直後から醸造される主力商品[6]。四旬節のビールとされ、数十年前まで四旬節の時期のみ醸造されていた。現在当社で醸造されるビールの73%がボック・ビールである。
- Shiner Premium –  1909年に初めて醸造され、Shiner Special、Shiner Texas Special、Shiner Blondeなど多くの名が付けられてきたが、レシピは当初から事実上変わっていない。2013年3月に復活し、著名な綿花様のロゴや独特な金色のパッケージが特徴となっている。
- Shiner Bohemian Black Lager – 2006年の97周年に限定シュヴァルツビールとして醸造され、2007年終盤に定番商品として復活した。輸入されたチェコ・サーズおよびスタイリアン・ホップス、深煎りモルトを使用している。
- Shiner Kosmos – 1999年当初、高アルコール度数および異なる味で醸造されていた。復刻版はアメリカン・ペールラガーの様式で、6本組のファミリー・パックでのみ販売されている。
- Shiner Prickly Pear Lager – オプンティアの果汁から醸造されるゴールデン・ラガー。ファミリー・パックの他、ブルワーズ・プライド3版でも販売されている[10]。
- Shiner Light Blonde – 2011年発売の99カロリーのライトビア。
- Shiner Ruby Redbird – 2011年に夏季限定で地産のルビーレッド・グレープフルーツとショウガで醸造され、好評につき2015年に通年商品として復活した。ミュンヘン・モルト、マウント・フッド、シトラ、カスケード・ホップを使用し、アルコール度数は4.01%となっている。2018年、12オンスの95カロリーのビールとしてパッケージが変更となった。
- Shiner White Wing – 2013年よりベルギー・イースト、コリアンダー、オレンジ・ピールを使用して醸造されるベルギー・ホワイトエールである。

### 季節限定
- Holiday Cheer – 冬季限定としてShiner Dunkelweizenに代わり、地産の桃やペカンで"Old World Dunkelweizen"が醸造される。大麦麦芽や小麦が使用される[11]。
- Shiner Oktoberfest – 2005年の96周年に初登場した深い琥珀色でやや香ばしいメルツェンビア・スタイルのビール。
- Shiner Birthday Beer – 2015年の創立記念日に合わせた春季限定の、チョコレート麦芽および本物のココアで醸造したスタウト。毎年名前はそのままでスタイルが変わる。
- Shiner Prickly Pear – 州内に広く分布し、敷地内に育つオプンティアの果汁で醸造したライトラガー。以前はファミリー・リユニオンのセットに入っていた。
- Homespun* – フルボディのクリーム・エール。
- Shiner Strawberry Blonde – 夏季限定で州内のポティートという街で収穫されたイチゴおよびペールエールと白ビールで醸造されたビール。
- Shiner Sea Salt & Lime Summer Lager – 2018年に初登場した海塩とライムの皮で単独商品として、季節限定テキサス・ヒート・ウェーブのセットの1つでローテーションのフレーバーとして醸造されたライトラガー[12]。
- Shiner Weisse 'N' Easy – 2020年に初登場したベルリーナー・ヴァイセの伝統的製法にのっとり濾過していない白ビール。地産のデューベリー（英語版）で醸造される[13]。

### 終了した商品
- Dortmunder[14]
- Fröst
- Smokehaus
- Shiner FM 966
- Shiner Hefeweizen
- Shiner Old-Time Alt
- Shiner Ryes & Shine
- Shiner White Wing
- Shiner Wild Hare Pale Ale
- Shiner Wicked Ram IPA

### 創立記念ビール

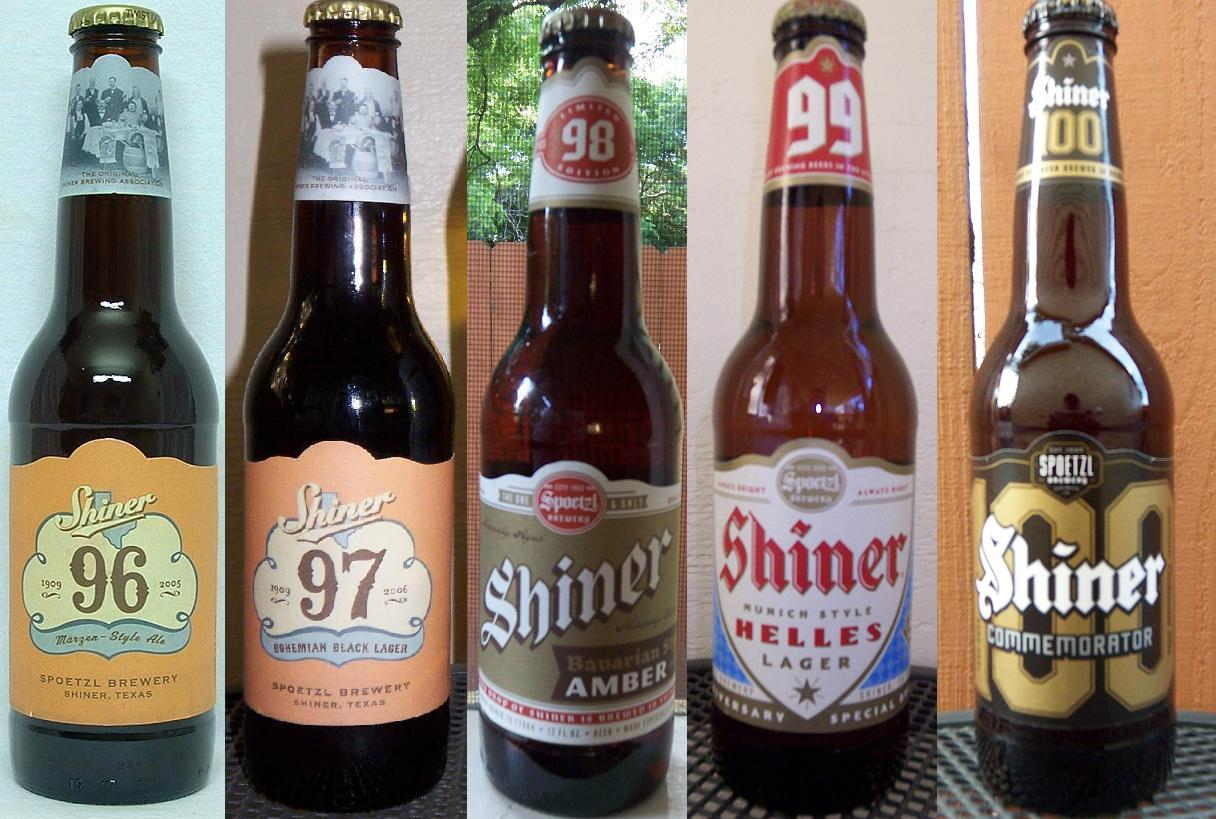
100周年記念ビール

2005年、2009年の100周年に向けて毎年斬新な商品を醸造することを発表した。1年ごとに数量を限定した記念ビールを開発および製造していた。これらスペシャル・ビールそれぞれの名前は、2005年のシャイナー96、2006年のシャイナー96などのように創業からの年数と合致する。最初の2年のシャイナー96と97は9月から12月半ばに販売されたが、シャイナー98は4箇月早い5月から、2008年のシャイナー99はさらに2箇月早い3月から販売開始した。
シャイナー100は記念ビールで最長の、2009年の1年間の販売となった。これら記念ビールは製造中止と共に販売中止となる。しかしシャイナー97は好評につきシャイナー・ボヘミアン・ブラック・ラガーとして復活し、恒久的な商品となった。記念ビールは当初100周年の2009年で終了する予定だったが、その後も無期限で継続することとなった。
2009年、全ての商品のボトルのネックのラベルを「独立醸造所100周年に乾杯」と記されたタグに変更した。
記念ビールおよびそれぞれのスタイルを以下に示す。:
- Shiner 96 – メルツェンビア/オクトーバーフェスト
- Shiner 97 – ボヘミアン・ブラック・ラガー
- Shiner 98 – バイエルン州スタイル・アンバー
- Shiner 99 – ミュンヘン・スタイル・へレス・ラガー
- Shiner 100 Commemorator – スタークビア
- Shiner 101 – チェコ・スタイル・ピルスナー
- Shiner 102 – アメリカン・スタイル・ダブル白ビール
- Shiner 103 – ワイルド・ヘア・ペールエール
- Shiner 104 – ホワイト・ウィング・ベルギー白ビール
- Shiner 106 Birthday Beer – チョコレート・スタウト
- Shiner 107 Birthday Beer – ホッピー・ピルスナー
- Shiner 108 Birthday Beer – 水だしコーヒーエール(テキサス州オースティンのカメレオン・コールドブリュー（英語版）とのコラボ)
- Shiner 109 Birthday Beer – Farmhouse Rye
- Shiner 110 – スモア チョコレートとマシュマロのエール
- Shiner 111 – Rerelease of Shiner 110's スモアの再販

## マーケティング

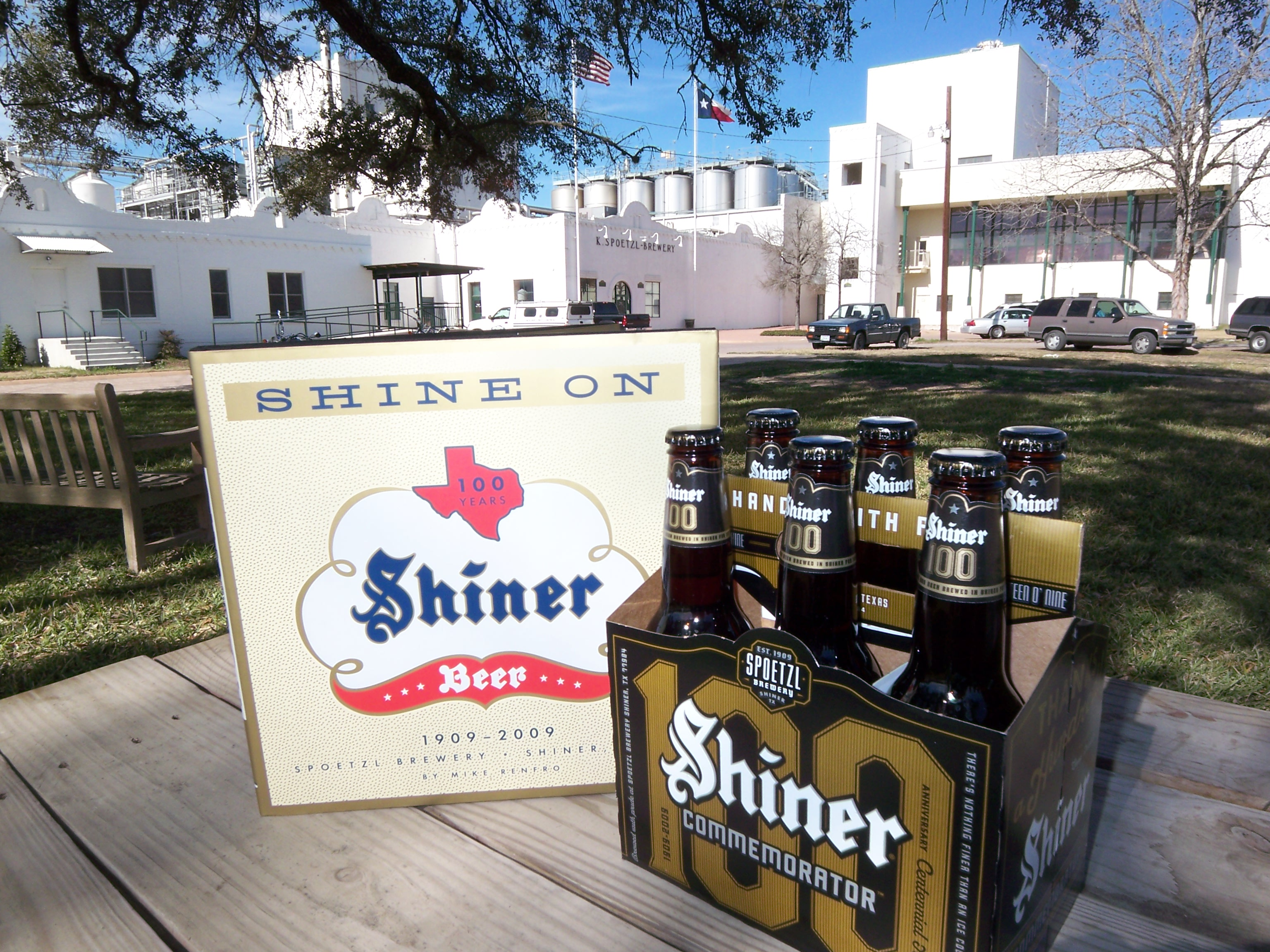
スペッツル・ブルワリーにて、『シャイナー・オン』とシャイナー100の6本セット

テキサス州ダラスの作家マイク・レンフロがコーヒー・テーブル・ブック『シャイン・オン』を執筆し、小規模のブルワリーであるスペッツル・ブルワリーの1909年から2008年の歴史、写真、逸話を記録した。スペッツル・ブルワリーだけでなく街の歴史やシャイナー・ビアの製造に携わった人々にも言及している。
テキサス州オースティンを拠点とする広告会社マガラー・ジェシーと共に、オースティン・シティ・リミッツ・ミュージック・フェスティバルにてゲリラ・マーケティングを行なっている。2010年、ジルカー・パーク近くの2つの広告看板の下にシャイナー・ビア・ローカル・ステージを設置し、2日間に亘り地元のバンドが演奏した。2012年、スペッツル・ブルワリーの外観を模したビアガーデンを設置した。

## ポピュラー・カルチャー
2012年、カントリー歌手ジェイソン・アルディーンが楽曲「"Take a Little Ride"」において、当初は「"grab a little Shiner Bock"(シャイナー・ボックを持って)」という歌詞だったが、クアーズ・ブルーイング・カンパニーとスポンサー契約を結んだため「"grab a couple Rocky Tops"(ロッキー・トップを持って)」に変更した。

## ギャラリー

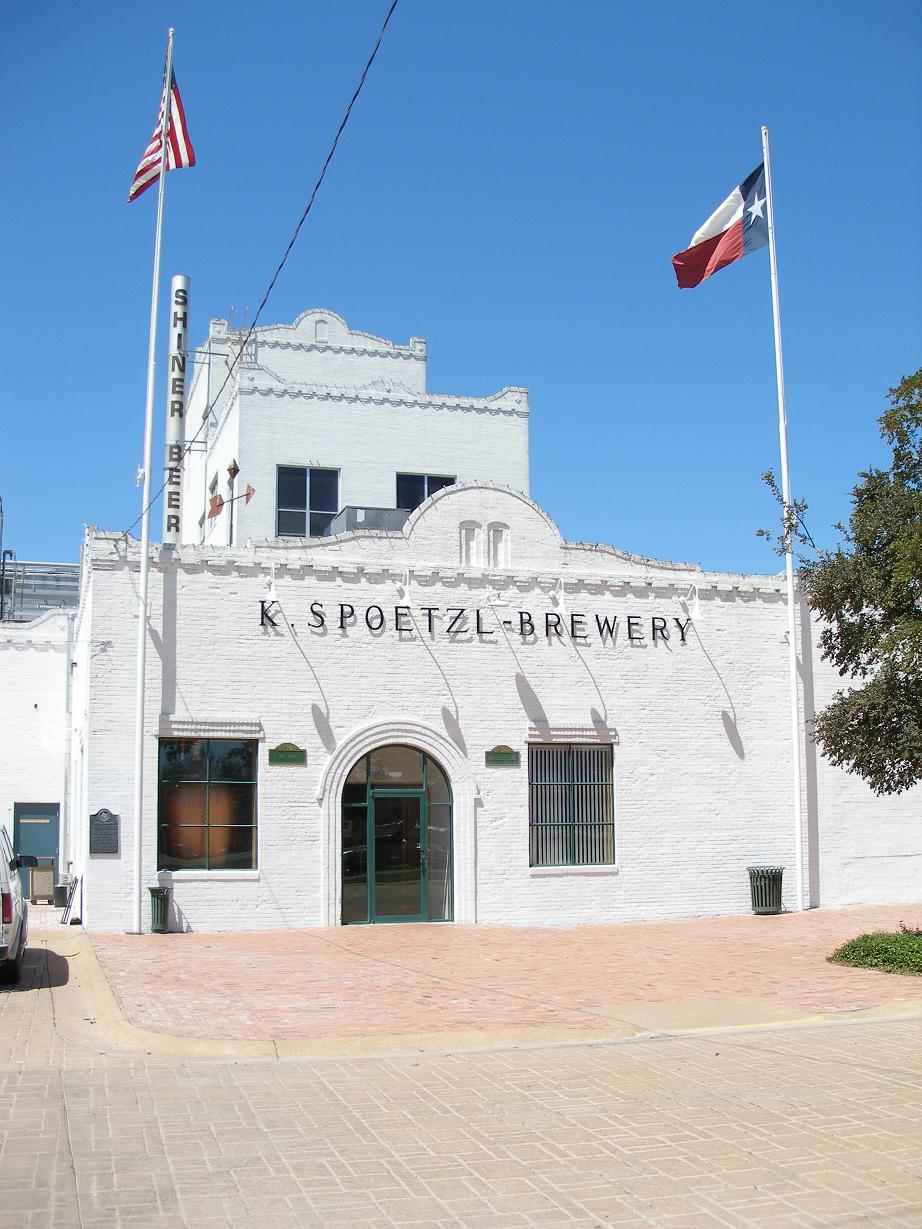
来客用メインエントランス。来客室およびグッズ売り場に通じる
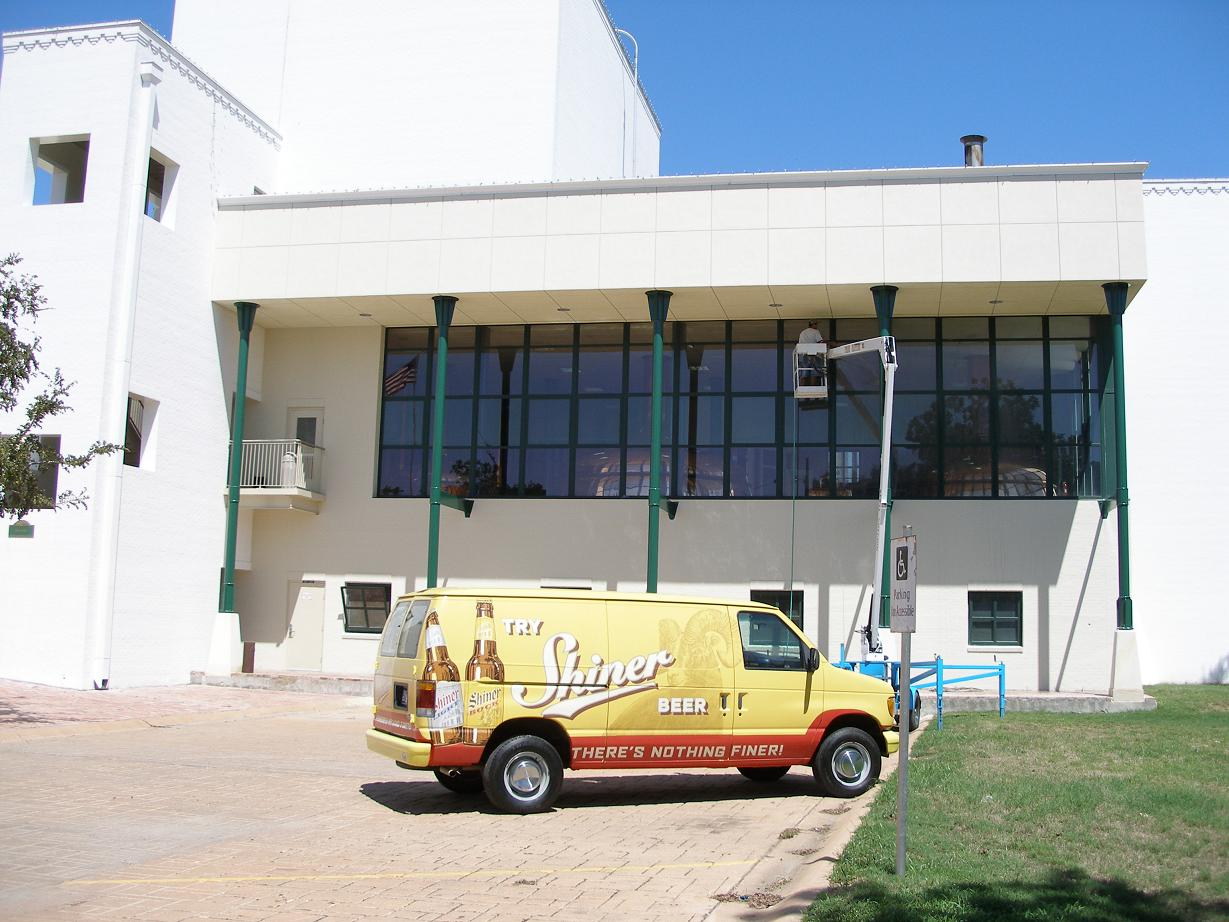
新たな醸造室
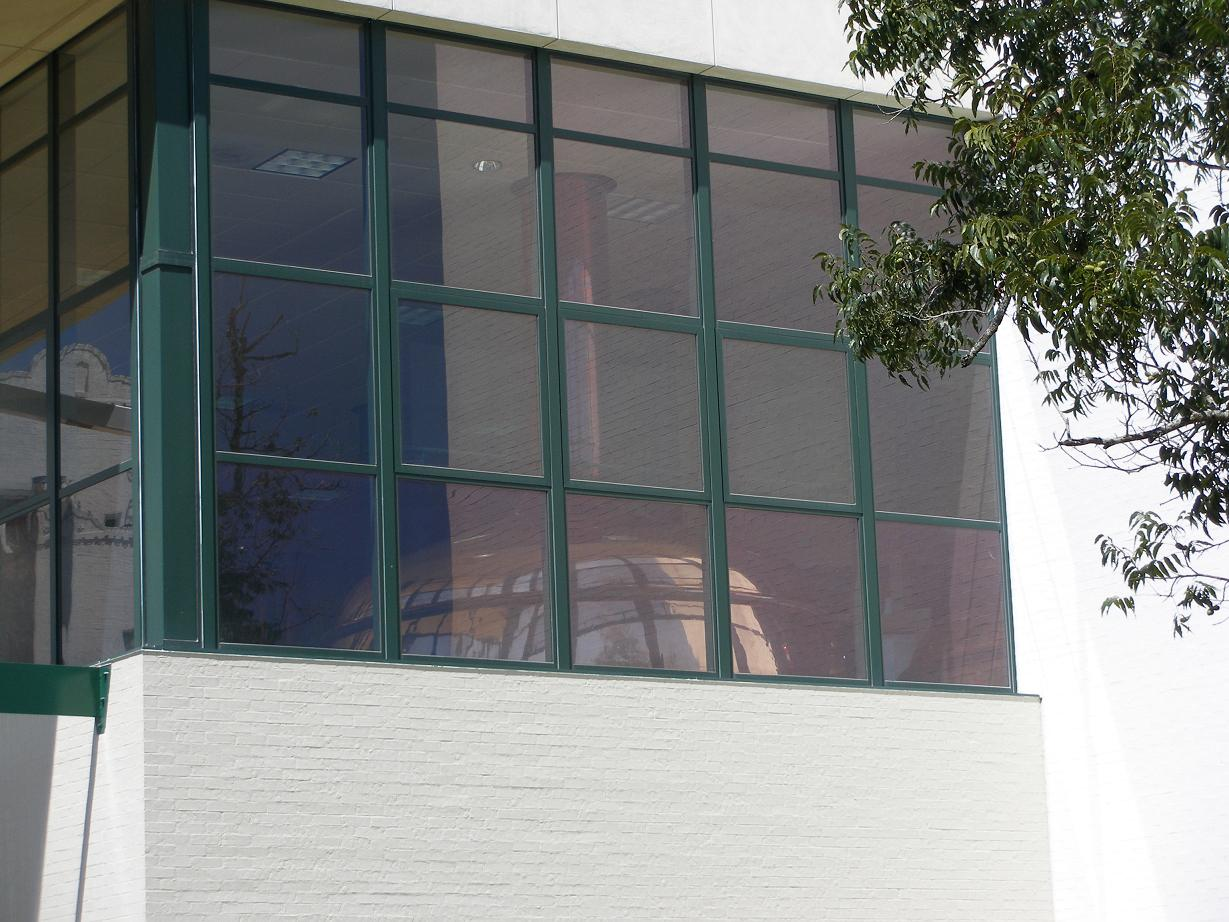
醸造窯
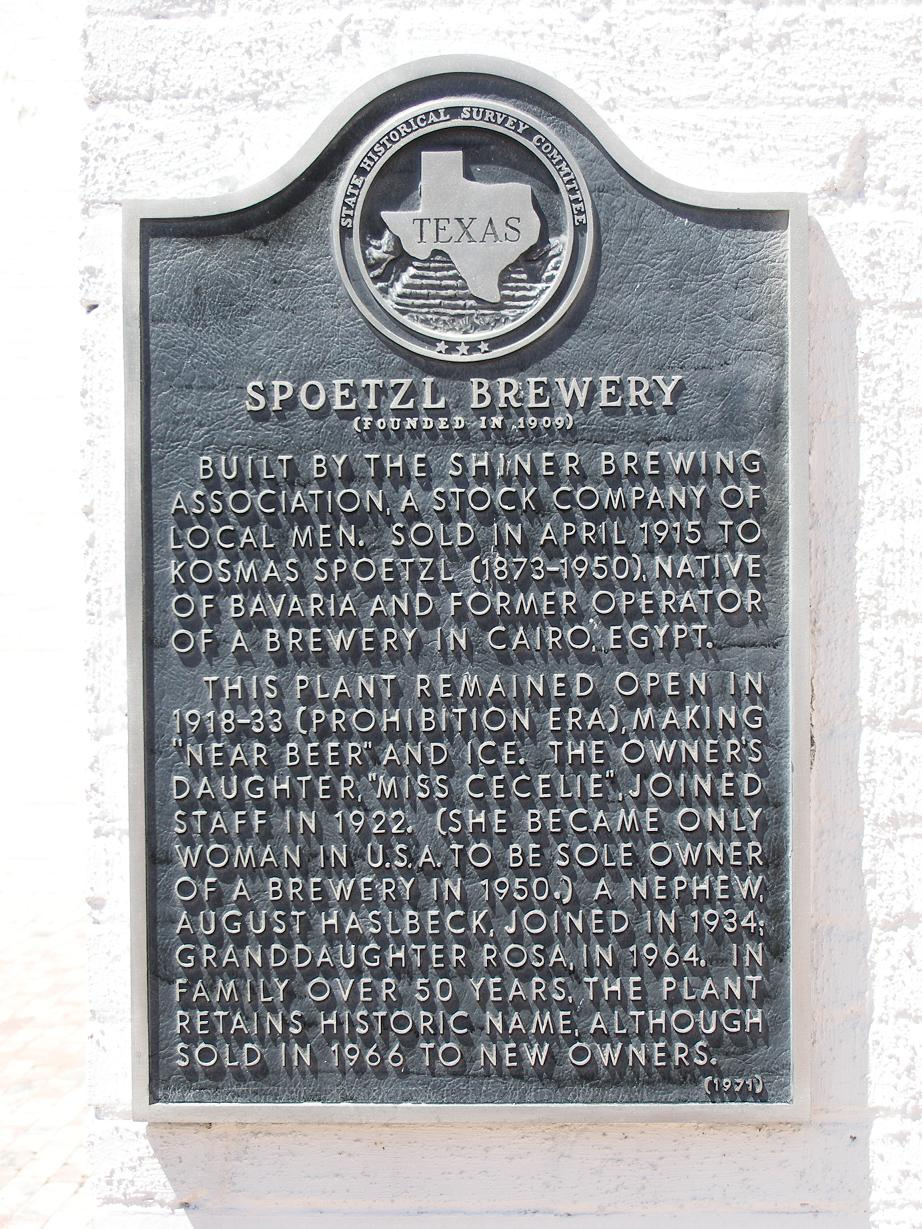
1971年、テキサス州歴史調査委員会に認定された
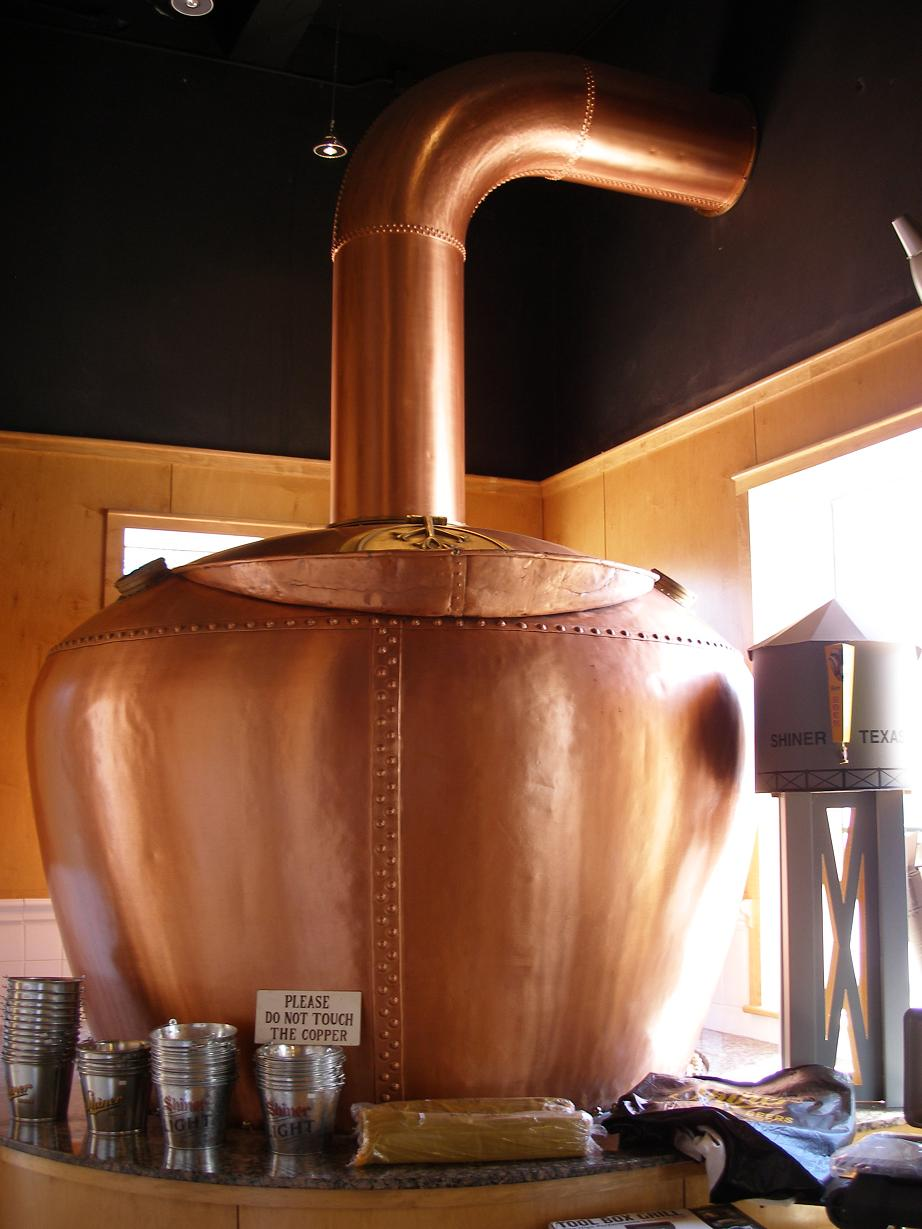
もう使用されていない醸造窯
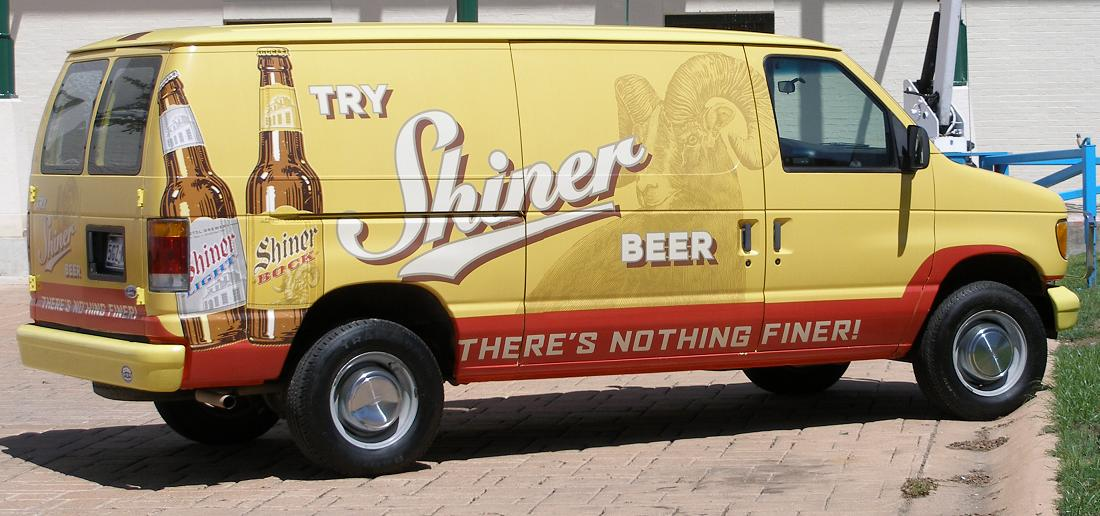
シャイナーのバン